# Michael Houser
Michael Houser, född 13 september 1992, är en amerikansk professionell ishockeymålvakt som är kontrakterad till Buffalo Sabres i National Hockey League (NHL) och spelar för Rochester Americans i American Hockey League (AHL).
Han har tidigare spelat för San Antonio Rampage; Ontario Reign; Cleveland Monsters och Tucson Roadrunners i AHL; Cincinnati Cyclones; Manchester Monarchs och Fort Wayne Komets i ECHL; London Knights i Ontario Hockey League (OHL) samt Des Moines Buccaneers i United States Hockey League (USHL).
Houser blev aldrig NHL-draftad.